# U 127 (Kriegsmarine)
De U 127 was een U-boot van de IXC-klasse van de Duitse Kriegsmarine tijdens de Tweede Wereldoorlog. Op 15 december 1941 werd hij tijdens een aanval op konvooi HG-76 vernietigd door HMAS Nestor, een Australische torpedobootjager. De U 127 stond onder commando van korvetkapitein Bruno Hansmann.

## Ondergang
De volgende dag werd de U 127 door de Australische torpedobootjager HMAS Nestor, westelijk van Gibraltar tot zinken gebracht. 51 man kwamen daarbij om, waaronder hun commandant Bruno Hansmann.
De Australische commandant was een van de eersten die in het begin van de strijd een overwinning behaalde.